# Paul Lehmann (Politiker, 1888)
Paul Lehmann (* 19. Februar 1888 in Priebus; † nach 1949) war ein deutscher Gewerkschafter und Politiker (SPD, SED).

## Leben
Nach dem Volksschulabschluss 1894 absolvierte Lehmann eine Lehre als Glasmacher und wurde anschließend als Glasarbeiter beschäftigt. Er trat 1906 in die Gewerkschaft ein, war von 1920 bis 1926 Angestellter des Glasarbeiterverbandes in Weißwasser/Oberlausitz und von 1926 bis 1933 Gauleiter des Fabrikarbeiterverbandes in Hirschberg im Riesengebirge. Von 1914 bis 1918 hatte er als Soldat am Ersten Weltkrieg teilgenommen.
Lehmann trat 1907 in die SPD ein. Er war von 1919 bis 1920 Stadtverordneter in Brand-Erbisdorf, von 1924 bis 1926 Gemeindeverordneter in Weißwasser und von 1925 bis 1929 Mitglied des Niederschlesischen Provinziallandtages. 1928 wurde er als Abgeordneter in den Preußischen Landtag gewählt, dem er bis 1933 angehörte. Während der Zeit des Nationalsozialismus wurde er 1934 und erneut im August 1944 inhaftiert.
Nach dem Zweiten Weltkrieg lebte Lehmann in Görlitz. Er wurde im Zuge der Zwangsvereinigung von SPD und KPD zur SED 1946 Mitglied der SED und war als Nachfolger des verstorbenen Paul Gruner von 1947 bis 1949 Abgeordneter des Sächsischen Landtages.